# 平島 (鹿児島県)
平島（たいらじま）は、鹿児島県のトカラ列島の中央部に位置する島である。

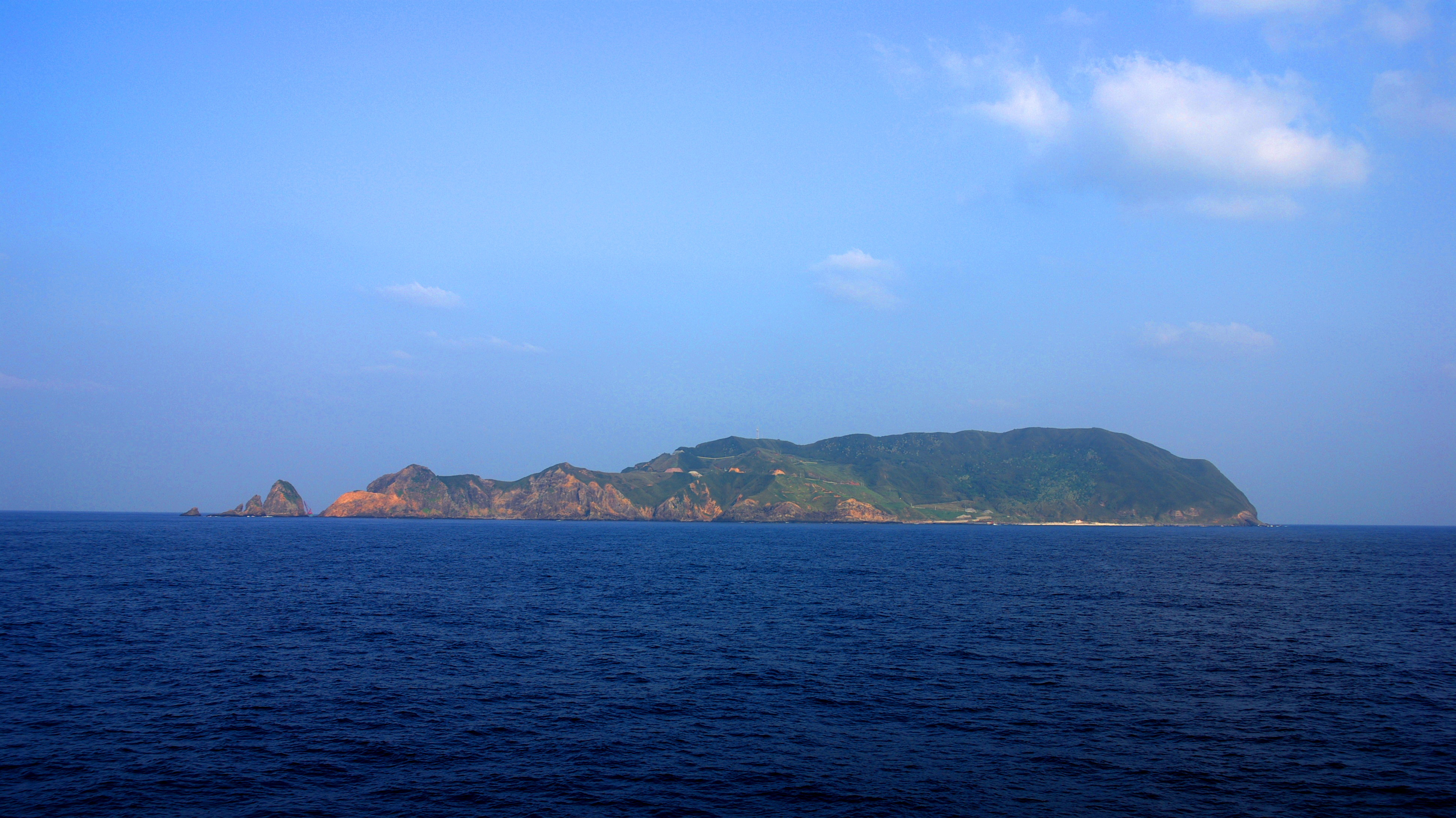
平島全景

## 概要
郵便番号は891-5202。人口は64人、世帯数は31世帯（2018年3月31日現在）。
地名（行政区画）としての「平島」の呼称は鹿児島県鹿児島郡十島村の大字となっており、大字の区域は平島の全域にあたる。

## 地勢

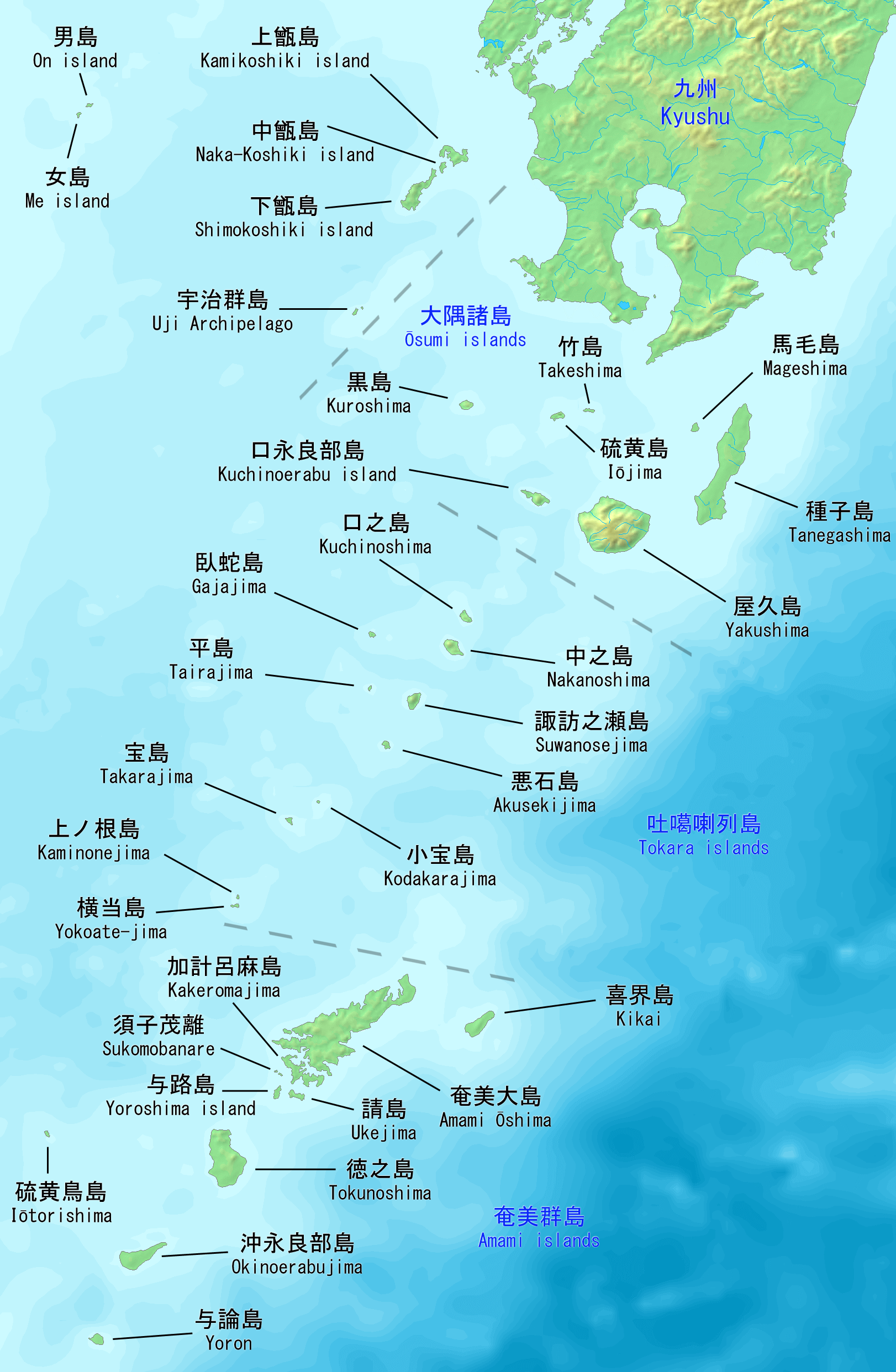
トカラ列島（薩南諸島、中部）

- 山 御岳(243m)
- 面積 - 2.08km2
- 周囲 - 7.23km

## 歴史
- 1976年（昭和51年）9月12日 - 台風17号による暴風雨のため民家多数に被害[2]。

## 教育施設
- 十島村立平島小中学校

## 名所
- 平家の穴 - 平家伝説ゆかりの洞窟
- あかひげ温泉